# Subways of Your Mind
"Subways of Your Mind" là một bài hát của ban nhạc rock Đức FEX, được thu âm năm 1983. Bài hát sau đó được ghi âm lên băng cassette từ một đài radio vào giữa những năm 1980, và sau đó được tải lên mạng và thu về nhiều sự chú ý. Kể cả sau khi có mặt trên Internet, bài hát vẫn là một bí ẩn, tạo ra một cuộc tìm kiếm kéo dài 17 năm để xác định nghệ sĩ và tên của nó. Trong thời gian này, bài hát nhận được biệt danh "Bài hát bí ẩn nhất Internet".
Bài hát được ghi âm từ một chương trình phát thanh trên đài Norddeutscher Rundfunk của Tây Đức vào giữa những năm 1980, khả năng cao là năm 1984. Vào năm 2019, nó trở thành trung tâm của một phong trào Internet, khi những người dùng trên các mạng xã hội lớn như Reddit và Discord phối hợp để xác định nghệ sĩ và tên gốc của bài hát.
Vào tháng 11 năm 2024, bài hát này được xác định là "Subways of Your Mind" của FEX, một ban nhạc rock đến từ Kiel. Điều này được xác định chính thức khi một đĩa mở rộng từ năm 1983 chứa một bản demo của bài hát cùng một bản ghi âm trực tiếp của bài hát này vào năm 1985 ra mắt. Tuy nhiên, vẫn chưa tìm ra bản của bài hát được phát trên radio.
Trong quá trình tìm kiếm bài hát này, nhiều bài hát thất lạc khác đã được phát hiện, và các người dùng trực tuyến đã đặt ra khái niệm "lostwave" để chỉ những bài hát như vậy.